# Хамелеон (частица)
Хамелео́н — гипотетическая элементарная частица, скалярный бозон с нелинейным самодействием, которое делает эффективную массу частицы зависящей от окружения. Такая частица может иметь малую массу в межгалактическом пространстве и большую — в экспериментах на Земле. Хамелеон — возможный носитель тёмной энергии и составная часть тёмной материи, возможная причина ускорения расширения Вселенной.

## Гипотетические свойства
В большинстве теорий масса хамелеона является степенной функцией локальной плотности энергии:
{\displaystyle m_{\text{eff}}\sim \rho ^{\alpha },} где {\displaystyle \alpha \simeq 1.}
Хамелеоны также взаимодействуют с фотонами, демонстрируя во внешнем магнитном поле осцилляции хамелеон-фотон.
Хамелеон может быть заперт в контейнере с пористыми стенками, поскольку по мере проникновения в полости его масса быстро возрастает, заставляя частицу отразиться. Один из возможных способов обнаружения хамелеона — излучение фотонов внутрь полости. Образующиеся хамелеоны запираются там, а после отключения источника света распадаются обратно на фотоны, вызывая послесвечение.
Скалярность хамелеона означает, что его спин равен нулю, а чётность положительна: Jπ = 0+.

## Экспериментальные поиски
Был предпринят ряд попыток экспериментально обнаружить хамелеоны и аксионы.
Эксперимент GammeV проводился с целью поиска аксионов, однако мог также обнаружить хамелеоны. Аппаратура для эксперимента представляла собой цилиндрическую камеру, помещённую в магнитное поле с индукцией 5 Тл. В торцах камеры находились стеклянные окошки, через которые входил луч лазера и могло выходить послесвечение.
Последние данные об эксперименте были опубликованы в ноябре 2010 года. Результат эксперимента оказался отрицательным.